# Фойе, Жан
Жан Фойе (фр. Jean Foyer; 27 апреля 1921[…], Contigné — 3 октября 2008[…], Париж) — французский политик, министр юстиции (1962—1967).

## Биография
Родился 27 апреля 1921 года в Континье.
С 1943 года — ассистент на юридическом факультете Парижского университета, в 1944—1946 годах работал в канцеляриях министров образования Рене Капитана и Поля Жакобби.
С 1959 по 2001 год являлся мэром своего родного города Континье.
5 марта 1984 года избран в Секцию законодательства, публичного права и юриспруденции Академии моральных и политических наук, где занял кресло № 8, остававшееся вакантным после смерти Марселя Валиня. В 1995 году стал президентом Академии.

## Труды
- 1954 — De l’autorité de la chose jugée en matière civile. Essai d’une définition (thèse).
- 1958 — Procédure civile.
- 1981 — Problèmes internationaux contemporains des brevets d’invention.
- 1990 — Titre et armes du prince Louis de Bourbon (plaidoirie).
- 1991 — Le député dans la société française.
- 1991 — Traité des brevets d’invention (в соавторстве).
- 1994 — La Ve République : un exposé pour comprendre, un essai pour réfléchir.
- 1997 — Histoire de la justice.
- 1999 — France, qu’ont-ils fait de ta liberté ?